# William Shatner's TekWar
William Shatner's TekWar est un jeu vidéo de tir à la première personne développé et édité par Capstone Software, sorti en 1995 sur DOS.
Il est basé sur la série de romans TekWar signés de William Shatner (écrits par Ron Goulart). Il a été développé avec le Build engine.